# Scopula pallidilinea
Scopula pallidilinea là một loài bướm đêm trong họ Geometridae.